# 周侗
周侗（正史記周同）（1040—1119年），字光祖，陝西華州潼關人，一說是出身河北西路，北宋末年之武術家，以善於弓術聞名。
相傳為南宋名將岳飛之師。他是一位出身河北西路的大俠，在岳飛的槍法超過其師后，周同被聘请教导弓术。除了这位未来的大将外，周同还收了其他少年为徒，将技艺倾囊相授，并把自己最喜爱的两张弓送给最出色的弟子岳飞。周同去世后，岳飞每两个月便去扫一次他的墓并用逾越应对师傅所用的祭礼规格去祭奠。岳飞还将从周同处学到的技艺传授给士兵使他们在战争中得以获胜。
而在一部大约成书于西元1684年的小说《说岳全传》则塑造了一个与历史记载截然不同的周同。不仅是他的出身变为陕西，还成了岳飞的义父及一名精通十八般兵器的高手，他的名字也发生了变化，与原来的音同形近意不同。小说还将其描绘成一个老鳏夫以及《水浒传》中的林冲与卢俊义的师傅。而民国年间的一位说书人王少堂则把武松也加入了其徒行列，并让周同成了最强的剑侠。故事赋予了他一个绰号「铁臂膀」，与《水浒传》中的蔡福外号相同，鲁智深成了他的结拜兄弟。而因为他与梁山有关系之故，人们常将他和「小霸王」周通相混淆。
武侠小说与民间故事进一步赋予了他诸多武术及超人般的能力，如大师级的弓术、配合武当硬气功的枪法甚至透视眼。此外还有鹰爪功、五步十三枪戳脚和形意拳，这大概是因为他和岳飞的联系而被当成这些流派的宗师。并且由于林冲和燕青的缘故，他还和螳螂拳有关系。王少堂则描绘他精通「醉八仙」，然而在最早的记载中，仅仅提到他曾教过岳飞弓术，并无提到他教过其他流派的武术。
周同在诸多媒体如小说、漫画及影视剧中出现。他在西元20世纪一本名叫《铁臂金刀周侗传》的书中出现，该书被认为是为《说岳》写的前传因为它讲述了周同在收岳飞为徒前的冒险经历，后来被改编成十卷连环画《周侗传奇》。他还有在关于他那虚构的师兄弟的小说中登场。而在西元20世纪四十至六十年代的电影中，三位知名演员都在有关岳飞的电影中饰演过他，特别是时年十岁的洪金宝饰演岳飞的那片。而曾在李连杰的《少林寺》中饰演王仁则的老武打演员于承惠在西元2005年的采访中表示有机会要去饰演周侗。

## 历史形象（周同）
在《岳飞传》中被提到的部分：岳飞三子岳霖（生于1130年）在临终前交代其子，一位诗人及史学家岳珂（生于西元1183年，死于约西元1243年）去完成岳飞的传记，这分上下两卷的传记完成于西元1203年，大约是在岳飞被处死六十年后。但迟至西元1234年才得以出版，在西元1345年时被删改后收入了蒙元编纂的《宋史·岳飞传》（卷三五十六，列传一百二十四）。在岳飞所写的传记中，周同只是被稍稍提了一下。「学射与周同，尽其术，能左右射。同死，溯望设祭于其冢。」
西华盛顿大学历史教授爱德华·卡普兰认为周同是一个「乡豪」他解释说「豪」可翻译为「游侠」，或者意为专业的大力士或贴身保镖。这意味着周同是一个来自河北西路安阳汤阴县的豪侠。（和岳飞同一故乡。）
历史学家及学者最初将其名写作「同」，而民间故事与虚构文学中则不同，意思也相差甚远，因而「周同」代表着这历史上的弓手。

### 训练
岳飞受到的文化教育可以使他称为士人，但年轻的他选择从军，因为他的家庭没有任何儒学传统。他彻夜阅读军事著作，以「武圣」关羽为榜样，然而岳家贫困无法供他上学，因此他的外祖母杨氏请了一位名叫陈广的武师指导十一岁的岳飞枪法。但他吃惊地发现孙子用了两年的时间便精通了。于是周同被请来教他弓术。卡普兰教授认为周同是两位师傅中最重要的。
在《金佗续编》及岳珂所写的传记下卷中描写了周同的一节弓术课，并显示了他还收了其他弟子。「 尝学射于乡豪周同。一日，同集众射，自眩其能，连中的者三矢，指以示先臣（岳飞），曰：‘如此而后可以言射矣。’先臣谢曰：‘请试之。’引弓一发，破其筈，再发又中。同大惊，遂以其所爱弓二赠先臣。···同与先臣别，未几而死。先臣往吊其墓，悲恸不已。每朔望则鬻一衣，设卮酒鼎肉于同冢上，奠之而泣。」
选文中的最后一段和民国年间的《大宋岳鄂王年谱》的一部分相同，但区别在于后者中没有他教他们他个人的技巧，这说明岳飞将从周同处学来技艺交给了士兵并使得他们在战场上获胜。

### 逝世
周同一直在教导少年们直到去世时间是在岳飞，成年之前。随着他的去世，岳飞开始变得意志消沉，因为周同对他的影响很大。岳飞隔一段时间便来扫墓并每月十五用酒与肉做祭品，再用师傅所赠的弓连射三箭(三步箭拳的來源)（这里未提及其他弟子是否来过。）卡普兰博士认为这些祭品和方式「超过了一位学生该对老师该用的规格。」汉学家威廉·赫尔穆特则认为即使这些表达悲痛的仪式是可信的，这也只是为了彰显他那英雄般的品质以及令他在公众眼中受认可，岳飞的父亲尾随而至并目睹了儿子的行为后与之起了争执，甚至动手打了儿子。
《岳武穆年谱》列出的时间线显示周同墓的事件发生在西元1121年，岳飞十九岁时，但他在十八岁时便已从军，这大概是因为用了虚岁计岁法。周同死后不久岳飞便开始了戎马生涯，自此后的人生轨迹便十分清晰，西元1122年早些时候，宋廷命令士兵伐辽以响应「海上之盟」，岳飞亦在其中。这显示周同死于此之前，至少是在岳飞被动员前。

## 艺术形象（周侗）
周侗的艺术形象及虚构的人生故事一般出自两处；《说岳全传》以及《铁臂金刀周侗传》。《说岳》虚构了岳飞的一生：早年生活、令人激动的戎马生涯以及被冤杀。此书由浙江仁和钱彩所写，其人生活在满清康熙至乾隆年间，这部书成书于西元1684年，但由于被认为会对满清统治造成威胁而遭禁毁。在小说中，周侗被塑造成一个老鳏夫以及岳飞唯一的师傅，陈广没有被提到过。关于他的内容在第二至第五章，关于教导岳飞及其结拜兄弟武艺。
小说中，钱彩将其改名为「侗」，意为淳朴或粗鲁的。因而「周侗」代表着与历史上截然不同的艺术形象。这一名字影响到后来的诸多武术书籍。而于西元1986年出版的，由汪云衡与筱云龙所著《铁臂金刀周侗传》中则虚构了周侗的个人经历，讲述了周侗收岳飞为徒前的故事，因而被认为是《说岳》的前传。包括当禁军教头、参与对辽、夏的战争以及教导《水浒传》中的几个梁山好汉武艺。而最后的章节则是与《说岳》中的四章相重合。在西元1987年时被改编为十卷长的连环画《周侗传奇》。

### 早年及成人后
周侗生于陕西并在年轻时练武，成为少林大师谭正芳之徒，学习少林功夫并成为文武双全之人。谭正芳的徒弟还包括未来的将军金台和宗泽、「病尉迟」孙立和将来在祝家庄为教头的栾延玉。作为一个优秀的年轻人，周侗吸引了包拯的注意得以入伍为军官。在他帮助金台取得了对辽战争的胜利后，他受到上级赏识并被提拔为禁军教头，夺得了「天、地、人」三个称号中的天字一级。他利用职务之便以及宗泽的交情引荐孙立为登州军提辖。
在他年纪大了后，越发对朝政不满，因为他们选择与辽议和并讨好而不是交战。他便将自己全身心投入武术钻研中，并创立了诸多为官方所用的套路招式，如「五步十三枪戳脚」这发展自少林的翻子拳以及「周侗棍」。他将自己的武术在禁军中传播并收了二徒：「玉麒麟」卢俊义和「豹子头」林冲，后者在周侗卸任后接手。
期间周侗还有一个不记名徒弟，就是武松。武松打虎后，县令孙国卿为了巴结权贵，派武松送虎骨膏到京师给高官，武松滞留京师，结识周侗。周侗认为武松力大，但是拳术上缺少修为，因此加以指点，可惜二人交往时间太短，仅两个月武松就拜别周侗回乡，此后再未得相见。武松在拳术武术上的不足，在此后多次暴露，比如斗杀西门庆，拳打蒋门神，都曾经吃过亏。但是他跟随周侗入御拳馆游历，大长见识，因此西门庆在狮子楼摆出金猫捕鼠的凶险步子，武松虽然不知破法，却识得厉害。同时，周侗传授武松的鸳鸯腿，也是武松的杀手锏。这一手奇特的武功被武松传授给了好友金眼彪施恩，也成了施恩的看家功夫。
周侗退休后成了刘光世的食客，因帮了梁山的人而被通缉而逃亡，与此同时，他得知金台大限将至便立刻赶到少林寺去看望他。（金台在家人被害后于此地剃发为僧）。作为谭正芳的大弟子，金台命令周侗去找一个有天赋的年轻人继承他的本领。然而尾随而至的官兵打断了会面，他不得不逃进酒春山并隐居了一段时间，后受老友王明之邀前往麒麟庄。

### 晚年及逝世
一日，周侗令人意外地让孩子们进行了一次书法考试，自己则到教室外与来访者谈话。
王明的儿子王贵骗女佣的儿子岳飞让他帮他们完成任务，而几人则出去玩了。岳飞轻松地完成了任务后在墙上写了首抒发雄心壮志的诗并署名。在得知周侗要回来后王贵跑回教室告诉岳飞快走以来避开可能的麻烦。
周侗最终发现了真相并为岳飞的即兴创作而惊叹，他让岳飞去请其母姚氏参加一个重要的会议。在王家人到齐后，他询问姚氏是否同意让他收岳飞为义子和学生，姚氏同意了，于是岳飞在第二天有了自己的座位。出于对他家境贫寒的考虑，周侗担心其他学生会歧视他，便让他们四人结拜。而他开始教岳飞武艺。
六年后，周侗带着弟子去见老友，一位在沥泉山上的庙中的方丈。十三岁的岳飞闲逛到了后山发现了沥泉洞，在洞中有一条大妖蛇。妖蛇猛扑向岳飞，但被他闪过并用超人般的力量抓住蛇尾不断拉甩，最终它死去化为一柄十五尺长（约5.5米），闪着金光的长枪，其名「沥泉」。在回到家后，周侗开始教所有徒弟练习十八般兵器、弓术以及搏斗技。三年后，周侗带着他们参加了汤阴的一个武术比赛，时年十六的岳飞在射箭一项中以九箭连中两百步开外的靶心而夺魁。赛后，周侗的老友及担任裁判的汤阴治安官（官名是？）李春询问岳飞是否娶其女为妻，在做出回复后，众人回去了。
不久，李春写了一封婚书送至麒麟庄。周侗和岳飞收到后立刻在黄昏时分动身前往汤阴感谢李春的慷慨与仁厚。李春摆了一桌宴席。李春随后让岳飞从他养的百匹马中挑一匹，因为一名武人必须要有一匹强壮的坐骑。宴会结束后二人再次感谢并回家。路上，周侗提议测试一下马力，岳飞快马加鞭一下子超过了周侗使之只能追上去，回村后，周侗到了自己的书房，因为太热而脱了外裳，但却因此染疾并在床上躺了七天，之后书上描写了他的逝世和葬礼「言毕，痰涌而终。时乃宣和十七年九月十四日，行年七十九岁。岳飞痛哭不已，众人莫不悲伤。当时众员外整备衣衾棺椁，灵柩停在王家庄，请僧道做了七七四十九口经事，送往沥泉山侧首安葬。」
岳飞在在其墓旁搭了一个窝棚并自冬季起守灵至明年三月，他的结拜兄弟来拆了他的窝棚敦促他回去照顾自己的母亲。
小说中周侗逝世的日期不可信，不仅因为书中内容为虚构，而且宣和年号（西元1119年~西元1125年）只用了七年而非十七年。尽管书中周侗死于岳飞婚前，实际上是婚后。

## 武术傳說
周侗是武学大宗师，师承少林派武师谭正芳，精通多门武功，尤其对枪法，人称“枪神”。据说至今还流传有“周侗拳”，和奉岳飞为祖师的形意拳相似。人称“陕西大侠铁臂膀周侗”
根据裴锡荣、李英昂所著《河南正宗形意拳》，戴龙邦大师“于乾隆十五年为‘六合拳’作序云：‘岳飞当童子时，受业于周侗师，精通枪法，以枪为拳，立法以教将佐，名曰意拳’”。

## 媒體形象

### 近代小说戲曲
- 《水浒传》：周侗成了卢俊义、林冲、史文恭、武松等人物的師父。[來源請求]
- 清朝康熙、雍正年间的钱彩所著的《说岳全传》稱周侗是卢俊义、林冲的师傅，这在《水浒传》中根本没有提及。《说岳全传》还说周侗收岳飞为养子，但《岳飞传》也未提及此事。在京劇《曾頭市》史文恭是周侗的徒弟[3]。武松是周侗的徒弟的说法来自扬州评话《武十回》[4]。

### 现代小说
- 现代武侠小说《铁臂金刀周侗传》中说，周侗是陕西独角村人，有一妻一子。妻子早亡，儿子周云清随卢俊义征辽时战死。
- 在单田芳播讲的评书《水浒外传》中，周侗是陕西周家寨人，有一妻一子一女一孙，与另外九位侠客并称为江南十老，周侗排第六，其中其子未有交待，除周侗自己与其孙子因未在家幸免外，全家47口人都死于前来寻仇的铁掌踏山熊陆朗等人手中。周侗发现之后便一病不起，病好之后周侗便带着孙子去梁山找卢俊义让他帮忙报仇。
- 浙江人民美术出版社在上世纪八十年代出版过十册本《周侗传奇》连环画。
- 汪运衡、筱云龙著有武侠小说《铁臂金刀周侗传》（《周侗传奇》的修改版），是一本销量数万的非畅销小说。

### 影视
周侗在很多关于岳飞的影视作品中以岳飞师傅的形象出现。
- 2012年拍摄的中國大陸电视剧《精忠岳飞》，中國大陸演員于荣光饰演《精忠岳飞》里的周侗。
- 2011年拍攝的中國大陸電視劇《新水滸傳》，將五台山智真長老真實身份改編為周侗，傳魯智深一套鏟法，並告知盧俊義、史文恭、林沖為其師兄[原創研究？]。